# Эшпаргуш
Эшпаргуш (порт. Espargos) — главный город муниципалитета острова Сал, Кабо-Верде, также называемый столицей острова. Он расположен в центральной части острова.

## Географическое положение, общие сведения
Своим происхождением название города, по-видимому, обязано дикой спарже, растущей в пустынных песчаных областях острова: «эшпаргуш» (порт. espargos) означает «спаржа» во мн. числе. Эшпаргуш соединён асфальтовыми дорогами с Регуиньу Фиура на севере, Педра де Люме на востоке, Санта Марией на юге и Палмэйрой на западе. Он находится в 2 км от международного аэропорта имени Амилкара Кабрала (код IATA SID). К северу расположено плоское пространство, называемое Терра Боа (порт. Terra Boa — хорошая земля), практически единственная область на острове, более или менее пригодная для земледелия. Уровень жизни населения начал повышаться после 2000 года в связи с развитием туризма на острове.
В городе имеется некоторая инфраструктура в виде ресторанов, кафе и небольшого количества отелей, однако по своему развитию она пока отстаёт от Санта Марии, более ориентированной на туристов. 52

## Ближайшие населённые пункты
- Мурдейра, к югу
- Санта Мария, к югу
- Палмэйра (англ. Palmeira), к западу